# Cyanopterus parvispeculum
Cyanopterus parvispeculum är en stekelart som först beskrevs av Günther Enderlein 1920.  Cyanopterus parvispeculum ingår i släktet Cyanopterus och familjen bracksteklar. Inga underarter finns listade i Catalogue of Life.